# Guante

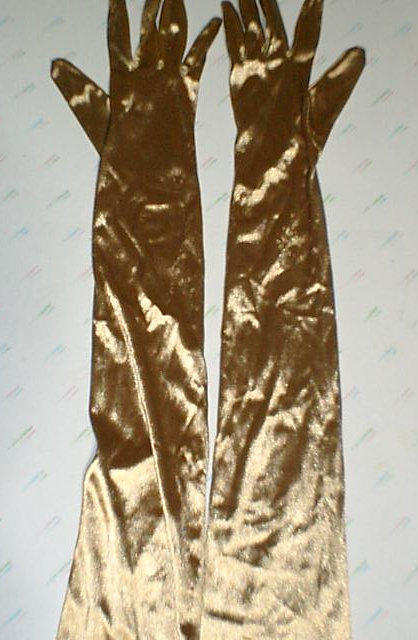
Guantes largos de satén.

El guante es una prenda, cuya finalidad es cubrir las manos, o protegerlas de golpes, rayones, calor o frío extremo, para evitar manchas con fluidos o una sustancia dañina, de igual manera para sostener con más firmeza algunos objetos o incluso proteger de picaduras de insectos  
Los guantes están hechos de tela, lana de punto o fieltro, cuero, caucho, látex, neopreno, seda y (en malla de armadura) de metal. Los guantes de kevlar protegen al usuario de los cortes. Los guantes son parte integrante de los trajes presurizados y trajes espaciales.
Los guantes desechables de látex, caucho de nitrilo o vinilo suelen ser utilizados por profesionales sanitarios como medidas de higiene y protección contra la contaminación. Los agentes de policía suelen llevarlos para trabajar en escenas del crimen para evitar destruir pruebas en el lugar de los hechos. Muchos delincuentes utilizan guantes para evitar dejar huellas dactilares, lo que dificulta la investigación del crimen. Sin embargo, los propios guantes pueden dejar huellas que son tan únicas como las huellas dactilares humanas.
Si hay una abertura pero no hay (o hay una funda corta) que cubra cada dedo, se denominan guantes sin dedos'. Los guantes sin dedos son útiles cuando se requiere destreza que los guantes restringirían. Los fumadores de cigarrillos y los organistas de iglesias utilizan a veces guantes sin dedos. Los guantes de ciclistas de carretera o cicloturismo suelen ser sin dedos. Los guitarristas también pueden utilizar guantes sin dedos cuando hace demasiado frío para tocar con la mano descubierta.
Un híbrido de guante y manopla contiene fundas abiertas para los cuatro dedos (como en un guante sin dedos, pero no para el pulgar) y un compartimento adicional que encapsula los cuatro dedos. Este compartimento puede levantarse de los dedos y replegarse para facilitar el movimiento y el acceso a cada uno de los dedos mientras la mano permanece cubierta. El diseño habitual consiste en coser la cavidad de la manopla sólo en el dorso del guante sin dedos, lo que permite darle la vuelta (normalmente sujeta por Velcro o un botón) para transformar la prenda de manopla en guante. Estos híbridos se denominan manoplas convertibles.

## Orígenes e historia
Existe una leyenda griega que cuenta que mientras Afrodita, la diosa del amor y la belleza, perseguía a Adonis en los bosques, se lastimó las manos con unas espinas. Las tres Gracias, en cuanto oyeron sus lamentos la socorrieron y unieron unas tiras delgadas y livianas que adaptaron a las manos de la diosa. 
No obstante, se ha comprobado que mucho antes que los griegos, los habitantes del Norte, expuestos a los grandes fríos tuvieron la necesidad de proteger sus manos contra los rigores de la nieve, el hielo y los vientos polares. 

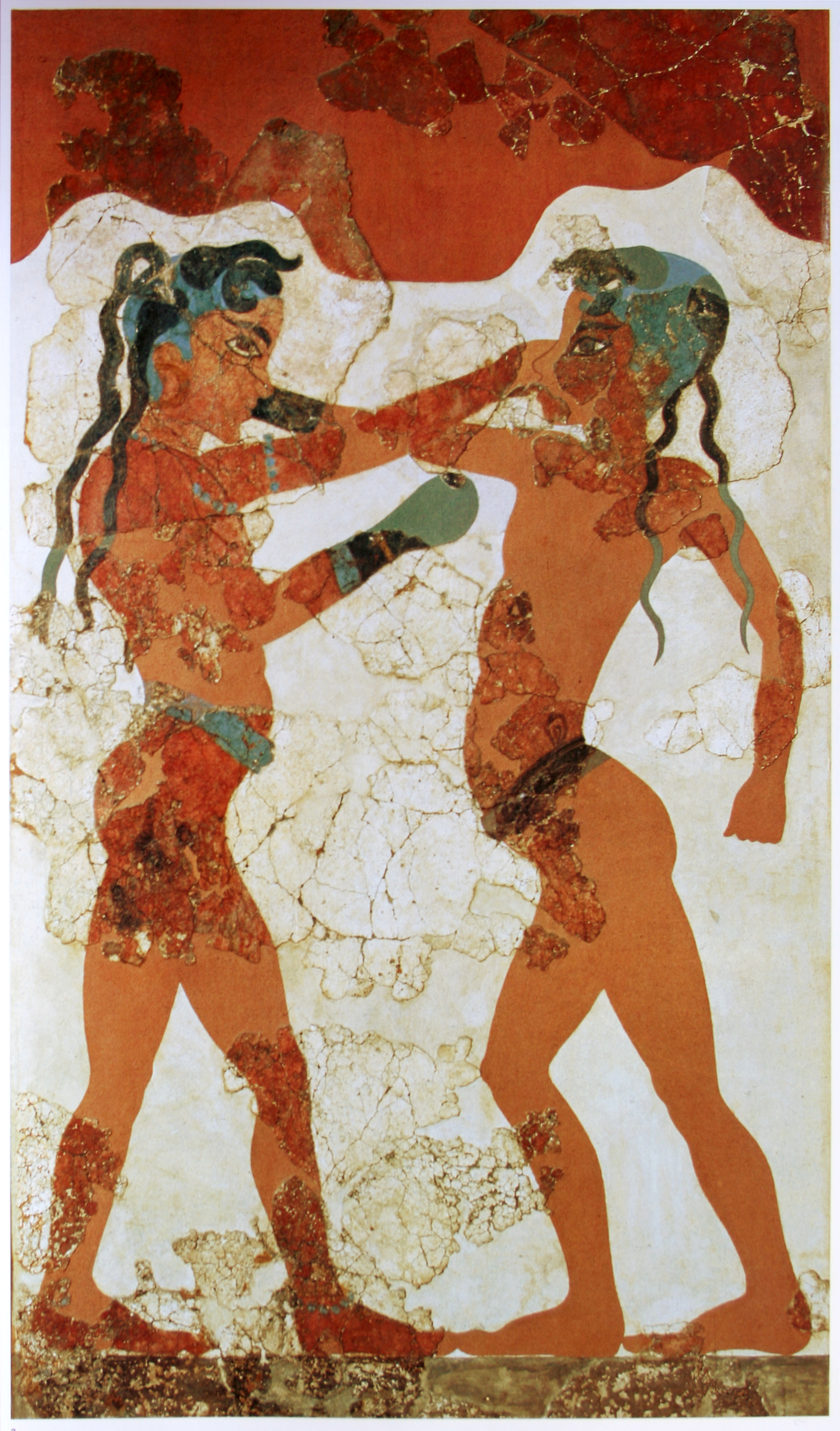
Jóvenes boxeando de la civilizacion minoica, fresco de Knossos. Uno de los primeros usos documentados de los guantes. Fresco Antilopes. Sala B1, edificio B. Akrotiri, Grecia. Museo Arqueológico Nacional de Atenas.

Los guantes parecen ser de gran antigüedad. Están representados en una antigua tumba egipcia que data de la V dinastía. Según algunas traducciones de Homero de La Odisea, se describe que Laërtes lleva guantes mientras camina por su jardín para evitar las zarzass. (Otras traducciones, sin embargo, insisten en que Laertes se puso las mangas largas sobre las manos). Heródoto, en La historia de Heródoto (440 a.C.), cuenta cómo Leótides fue incriminado por un guante guante lleno de plata que recibió como soborno. También hay referencias ocasionales al uso de guantes entre los romanos. Plinio el Joven (c. 100), el escriba de su tío usaba guantes en invierno para no entorpecer el trabajo de Plinio el Viejo.
El célebre general e historiador ateniense Jenofonte afirmó que los persas, usaban mitones. El uso de este accesorio estaba muy difundido entre otros pueblos de Asia Menor, y tanto etruscos como egipcios conocían su uso en la antigüedad. Entre los habitantes del Nilo tenían un carácter especial ya que se los consideraba atributos del faraón, a quien se suponía de origen divino. 
En los pugilatos, los romanos usaban un tipo de guantes que pueden considerarse los predecesores de los actuales guantes de boxeo. Eran una especie de manoplas armadas con correas llamadas cestos, que en su interior tenían laminillas de plomo para dar un golpe más enérgico. 
En el siglo IV, para los caballeros el guante fue un artículo de lujo, símbolo de elegancia y distintivo de casta. Durante la Edad Media, la armadura de los hidalgos incluía manoplas de acero. En esa época la tradición y la etiqueta no permitían el uso de guantes en las damas. También fueron un símbolo de la investidura feudal, un testimonio de ennoblecimiento otorgado por un emperador o por un rey. 
En algunos textos del siglo XII, como el Cantar de Roldán, el guante desempeño un papel importante, ya que entregar un guante a un hombre era lo mismo que confiarle una misión. 
Hacia el siglo IX, las mujeres empezaron a usar guantes. Los fabricantes emplearon diversos materiales para confeccionarlos y les dieron curiosas formas. En su realización se usaron toda clase de pieles y telas, tales como terciopelo, gamuza, conejo, cordero, cabritilla, marta, nutria, perro, lobo, zorro, gato, liebre, ciervo y búfalo. También se engalanaron con botones, encajes, perlas y piedras preciosas. 
En los siglos XII y XIII, Italia, Francia y España rivalizaron en la industria del guante. Se fabricaron guantes perfumados con aceite de jazmín, ámbar, aceite de cedro, azahar y rosa, que estuvieron de moda durante mucho tiempo. 
Entre los hombres, la idea del reto se asociaba siempre al acto de arrojar el guante. 
En la Edad Media no se permitía que una persona tuviera sus manos enguantadas en presencia de un superior. 
En miniaturas de los siglos XIV y XV, se han podido observar personajes con los guantes en la mano. El uso del guante alcanzó su apogeo a fines de la Edad Media. Los llamados guantes litúrgicos constituían parte de los ornamentos que se entregaban al nuevo obispo en el momento de su consagración. Estos guantes comenzaron a usarse antes del siglo XII, y llevaban en el dorso un bordado de oro que representaba una cruz, un cordero pascual, un monograma u otro símbolo relacionado con el culto.

## Tipos de guantes

### Guantes de protección

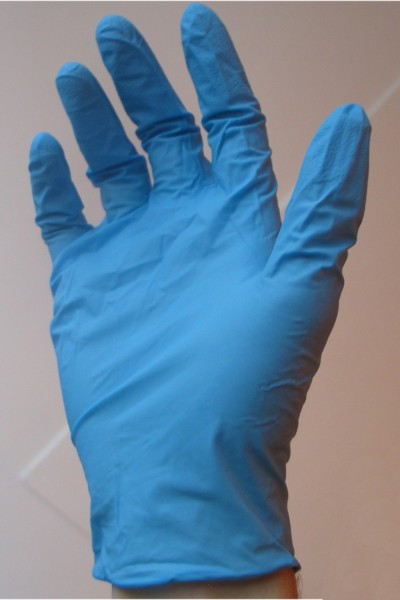
Guantes descartables de nitrilo.

Muchas actividades, tanto en medicina como en industria, requieren el uso obligatorio de guantes. Entre ellas: 
- Guantes de cirugía y de profesionales sanitarios. Sus materiales son: látex, nitrilo y vinilo, principalmente,
- de examen en látex, nitrilo o vinilo (pvc),
- para soldadores,
- para bomberos

En España, está incluido como EPI (Equipo de protección individual, conforme a la definición del Real Decreto 1407/1992, de 20 de noviembre, por el que se regulan las condiciones para la comercialización y libre circulación intracomunitaria de los equipos de protección individual. BOE núm. 311, de 28 de diciembre) protegiendo la parte del cuerpo que más lesiones sufre como es la mano (cortes, golpes. abrasiones, infecciones)
Muchas veces no solo es utilizado para proteger la mano, sino que también es utilizado para proteger el producto (memorias, pantallas, cristales, alimentos, etc)

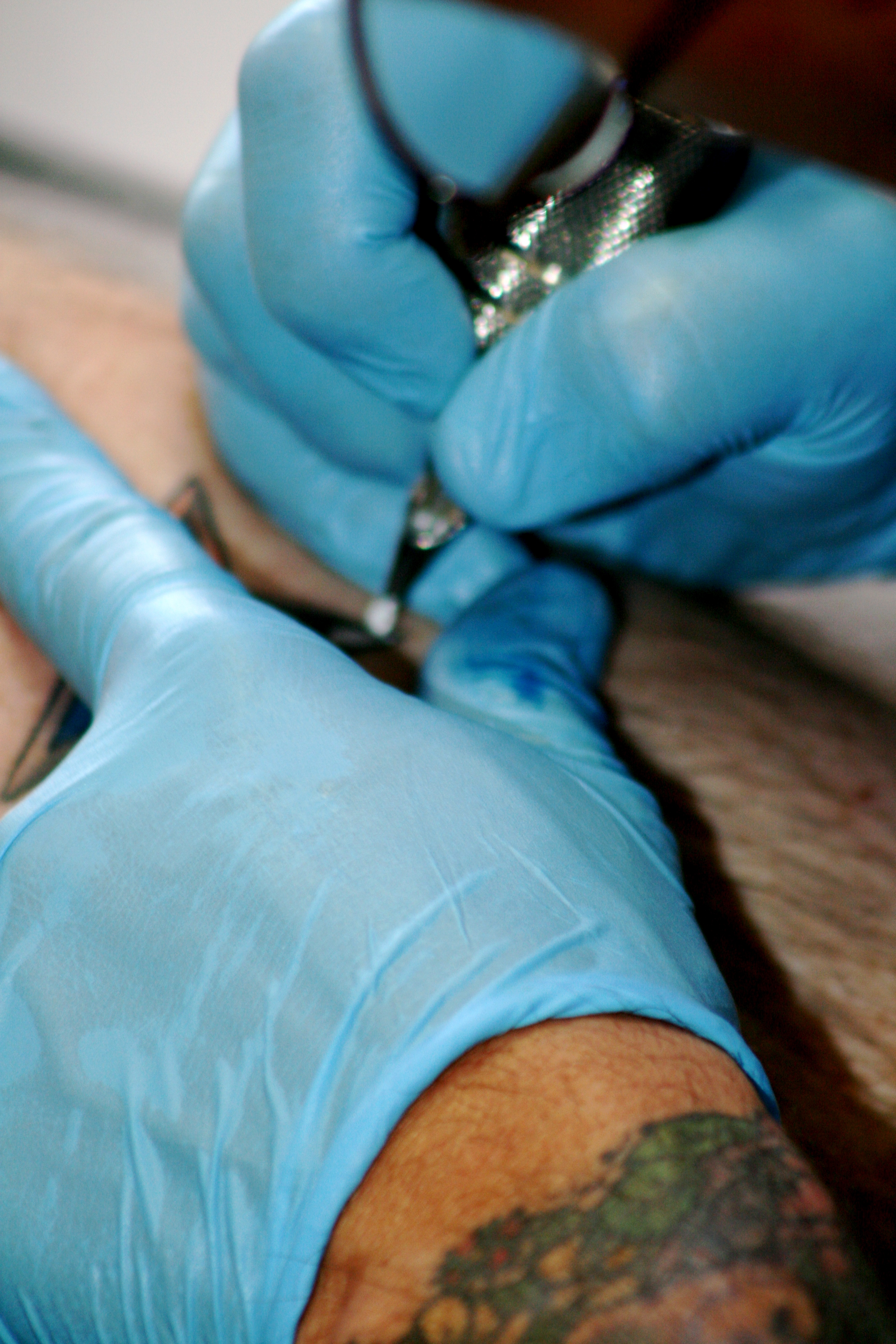
Realizando un tatuaje con guantes de látex
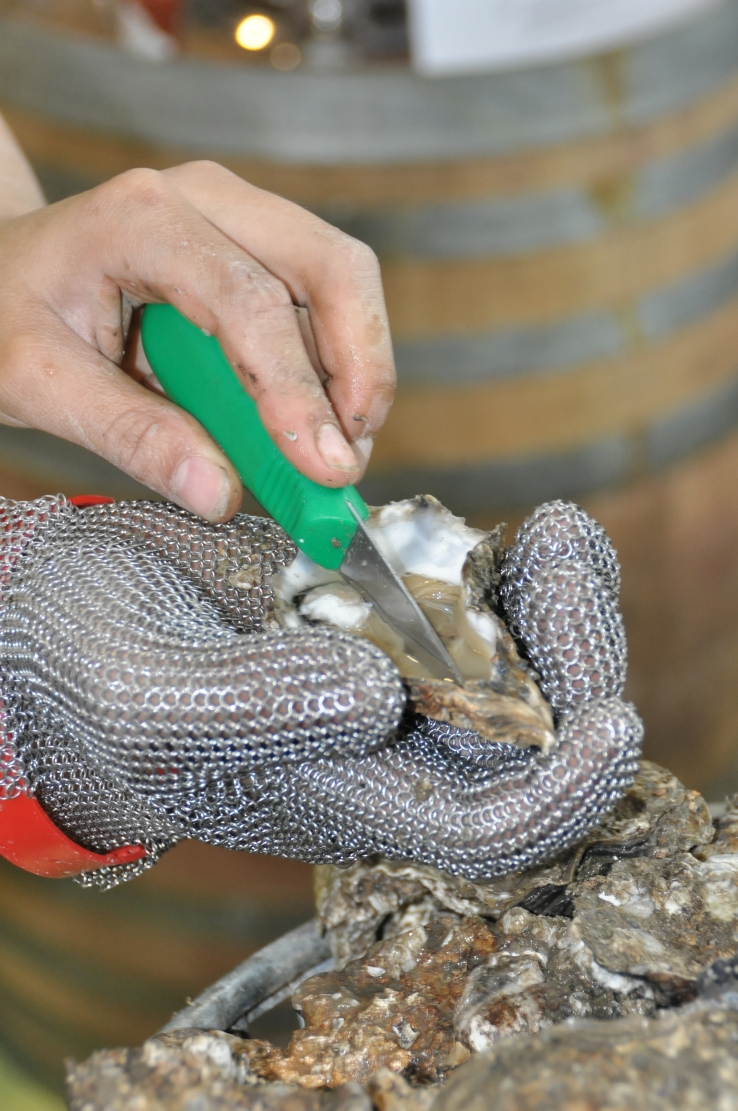
Guante de protección de malla metálica
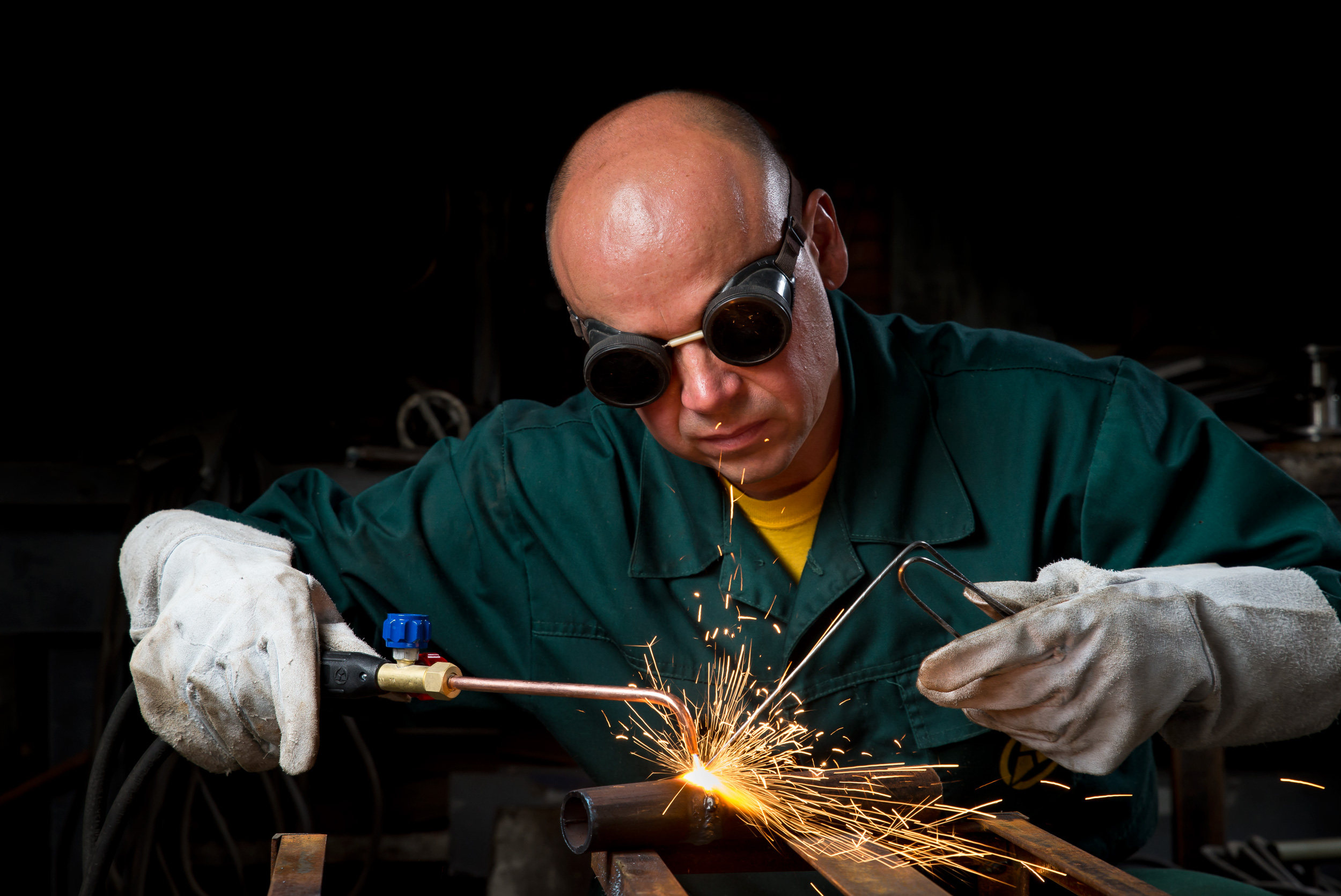
Guantes ignífugos de soldador
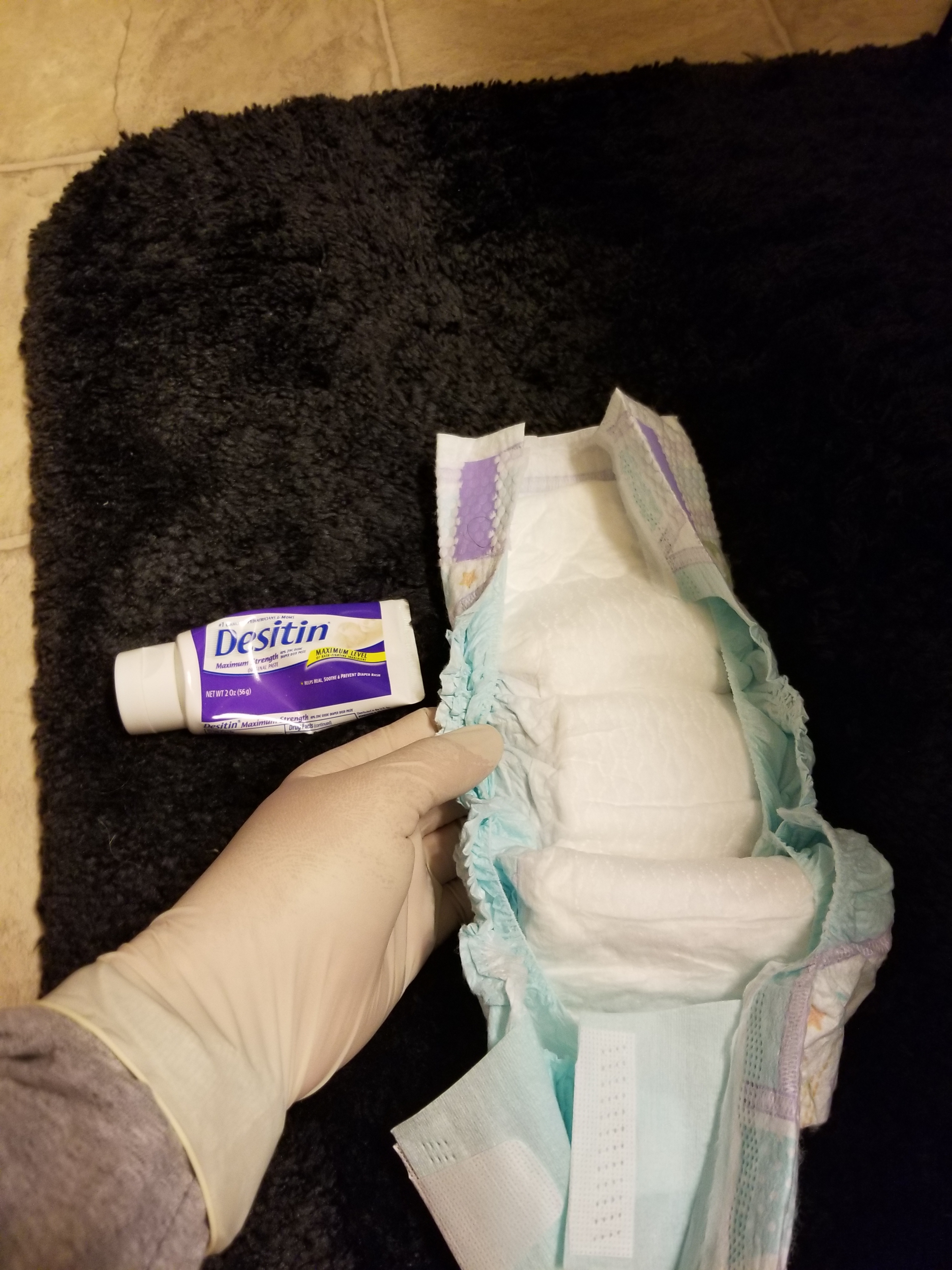
Un cuidador de niños usando guantes de latex desechable cuando cambiar un pañal

#### Guantes Industriales
En el caso de un operador industrial, este depende de las manos para realizar su trabajo y esta herramienta es una manera de protegerlas.
La finalidad de los guantes industriales es proteger las manos de los operadores de algún componente químico, de la temperatura, de alguna característica corto-punzante, riesgos mecánicos y/o  productos muy delicados.
No es de sorprenderse que los guantes industriales se fueron desarrollando en las diferentes jornadas laborales en las cuales se pueden llegar a presentar situaciones de riesgo. Todo esto con la finalidad de minimizar riesgos de accidentes cuidando las manos del operador industrial, y al ser las manos las extremidades más expuestas en estos ambientes, es de esperarse que sea necesario cuidarlas para optimizar una producción mejorando los factores de manipulación, tiempo y sobre todo seguridad. 
Todo esto tiene lógica cuando al mismo tiempo que empezó la industrialización se vio la necesidad de crear y adaptar el producto a esta área en específico, siendo necesaria su implementación junto con otras herramientas posiblemente en un inicio de manera opcional, hoy en día ya obligatorio.
Físicamente la mayoría son guantes de algodón moteado con aplicación de microgotas en la palma, lo cual tiene efectos antideslizantes. No presenta costuras, con estructura elástica que se ajusta a la mano pero permite que esté ventilada, de puño elastizado, agarre firme y sobre todo no limita los movimientos.
Y cada día se utiliza por el personal de enfermería y por personas que hacen tatuajes.

### Deportes y recreación

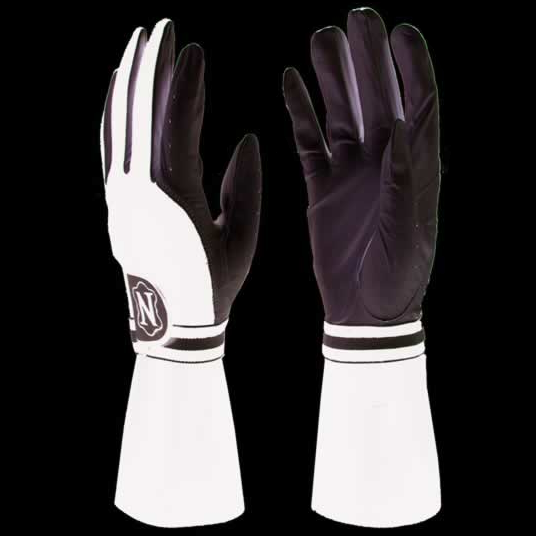
Guantes de portero
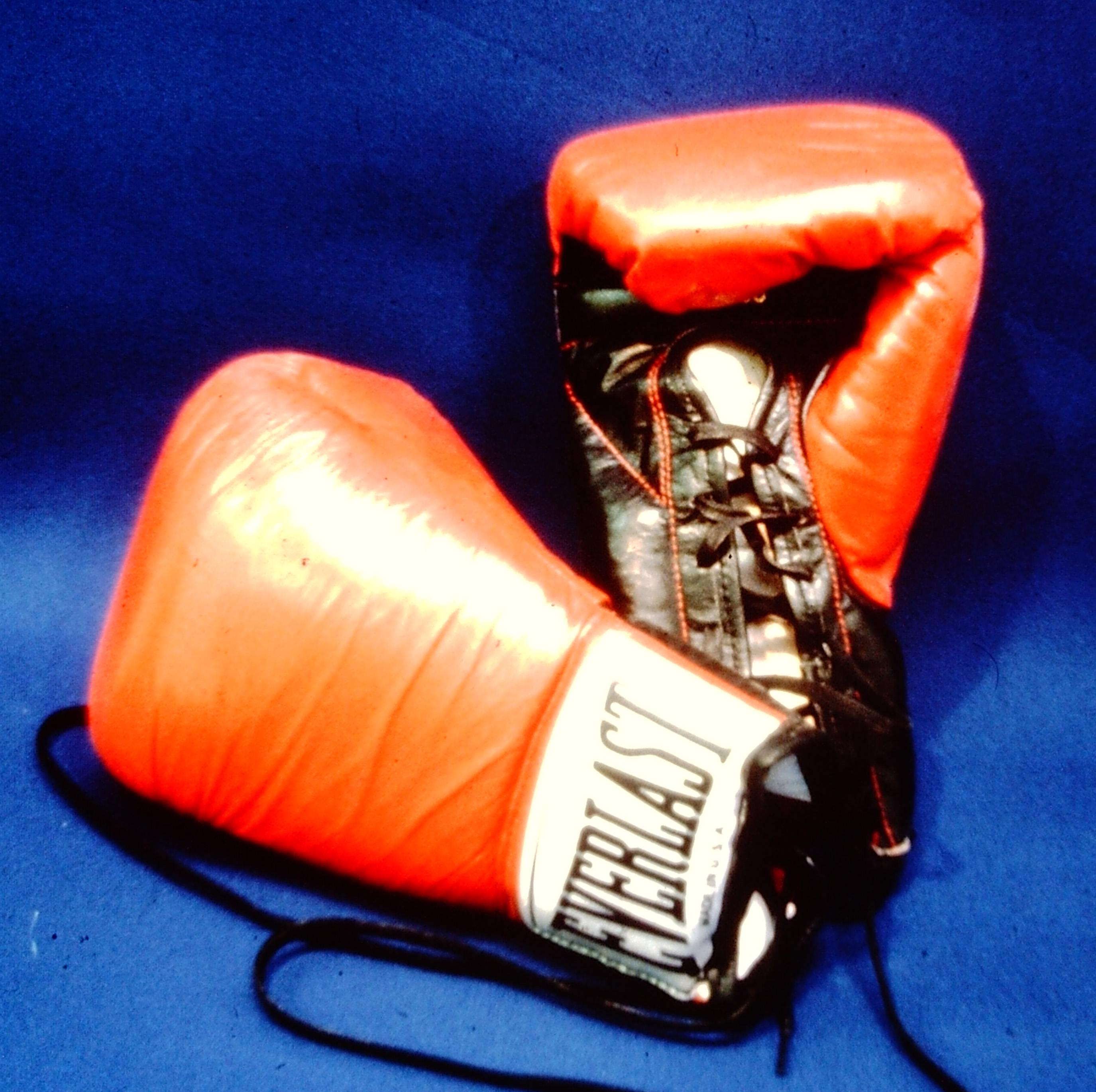
Guantes de béisbol
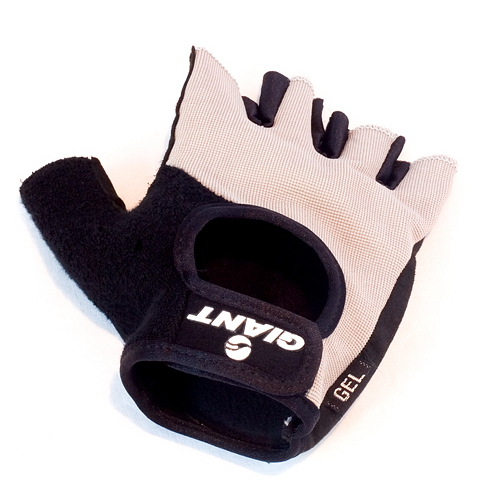
Guantes de boxeo
- Guantes médicos
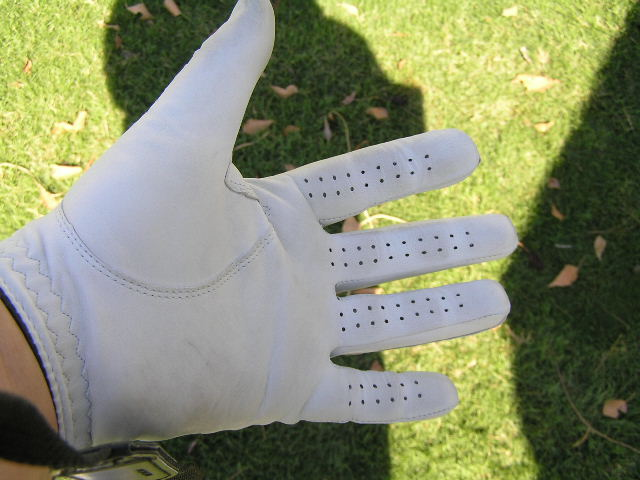
Guante de gala
- Guantes para ciclistas
- Guantes para escaladores
- Guantes para jardinería
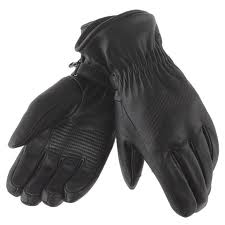
Guantes de Esgrima
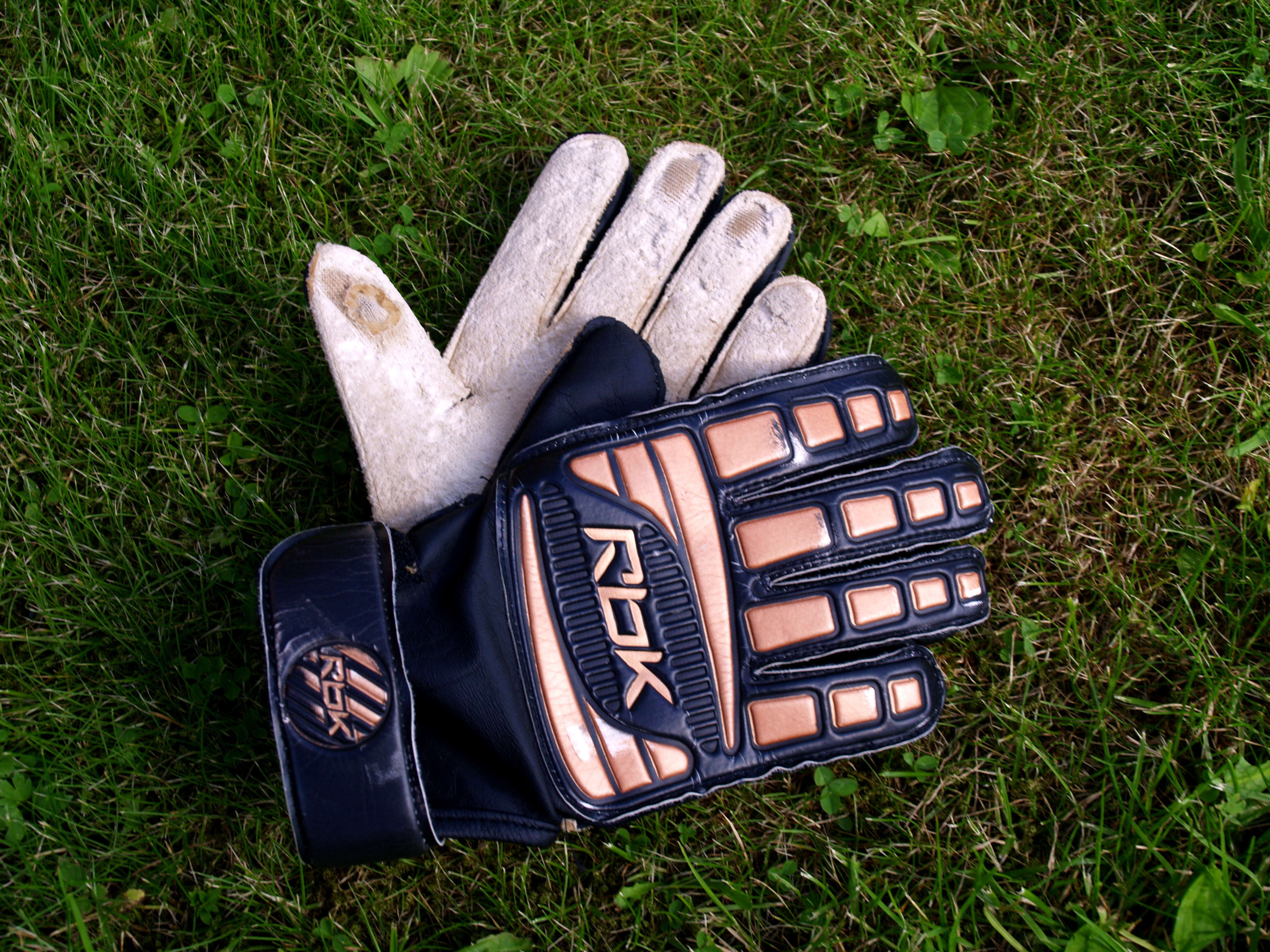
Guantes de motorista
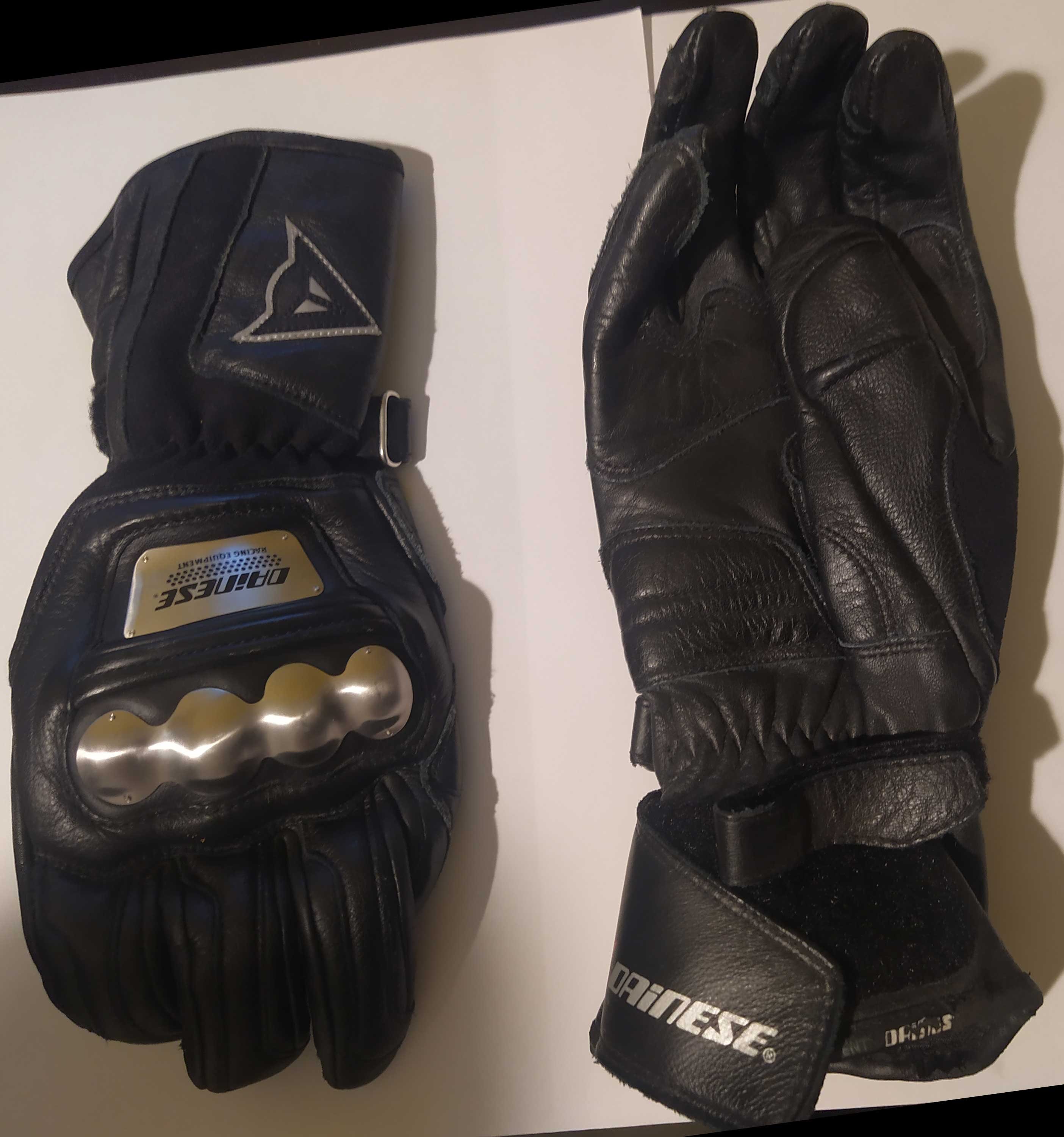
Guantes de cirujano

- Guantes de béisbol
- Guantes de boxeo
- Guantes de ciclista
- Guante de golf
- Guantes de esquí
- Guantes de portero de fútbol
- Guantes de motorista

### Abrigo
Son guantes elaborados con diversos materiales: lana, cuero, terciopelo, encaje, seda. Abrigan y se venden a pares. Antiguamente los guantes se hacían con la piel de la cabra.

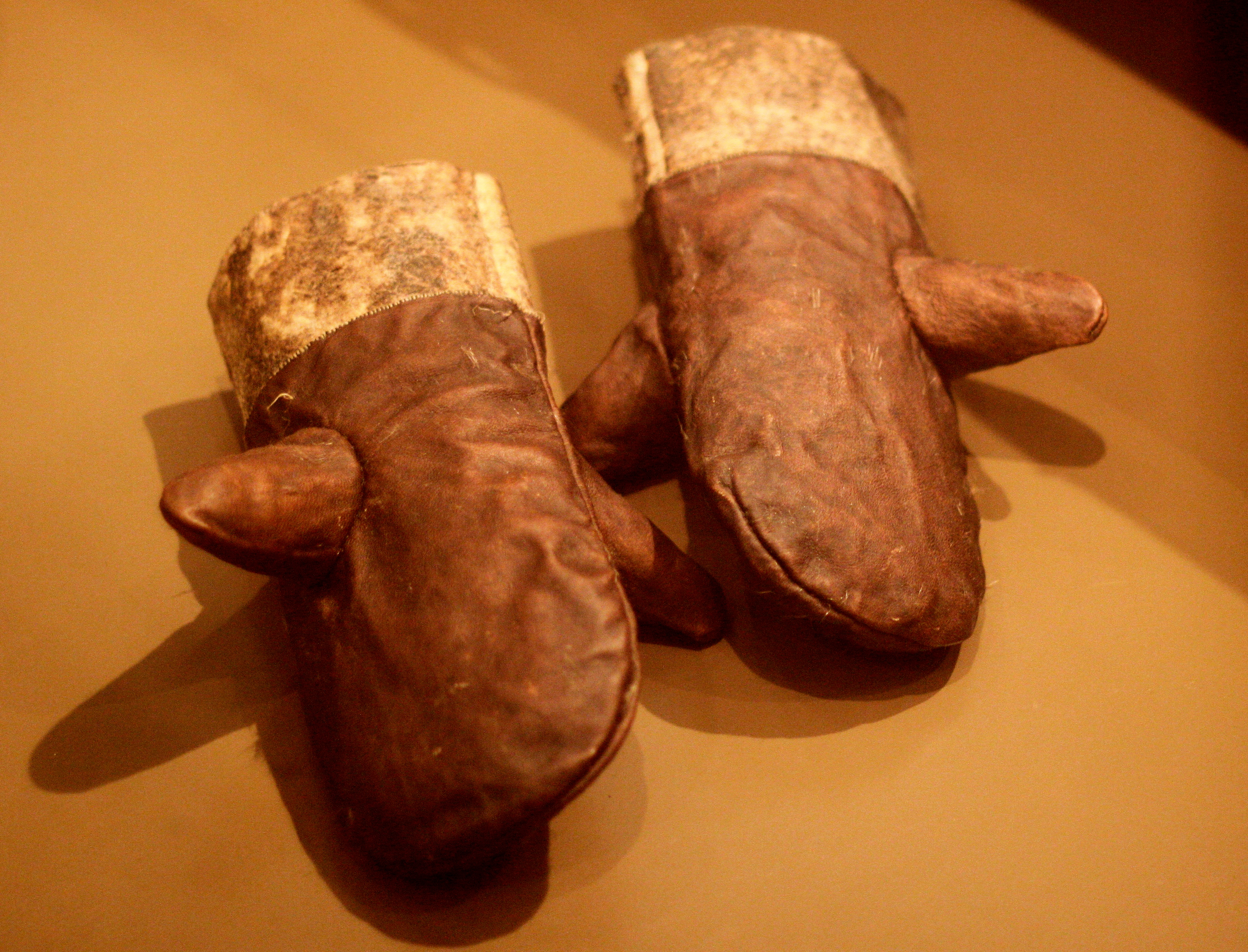
Manoplas
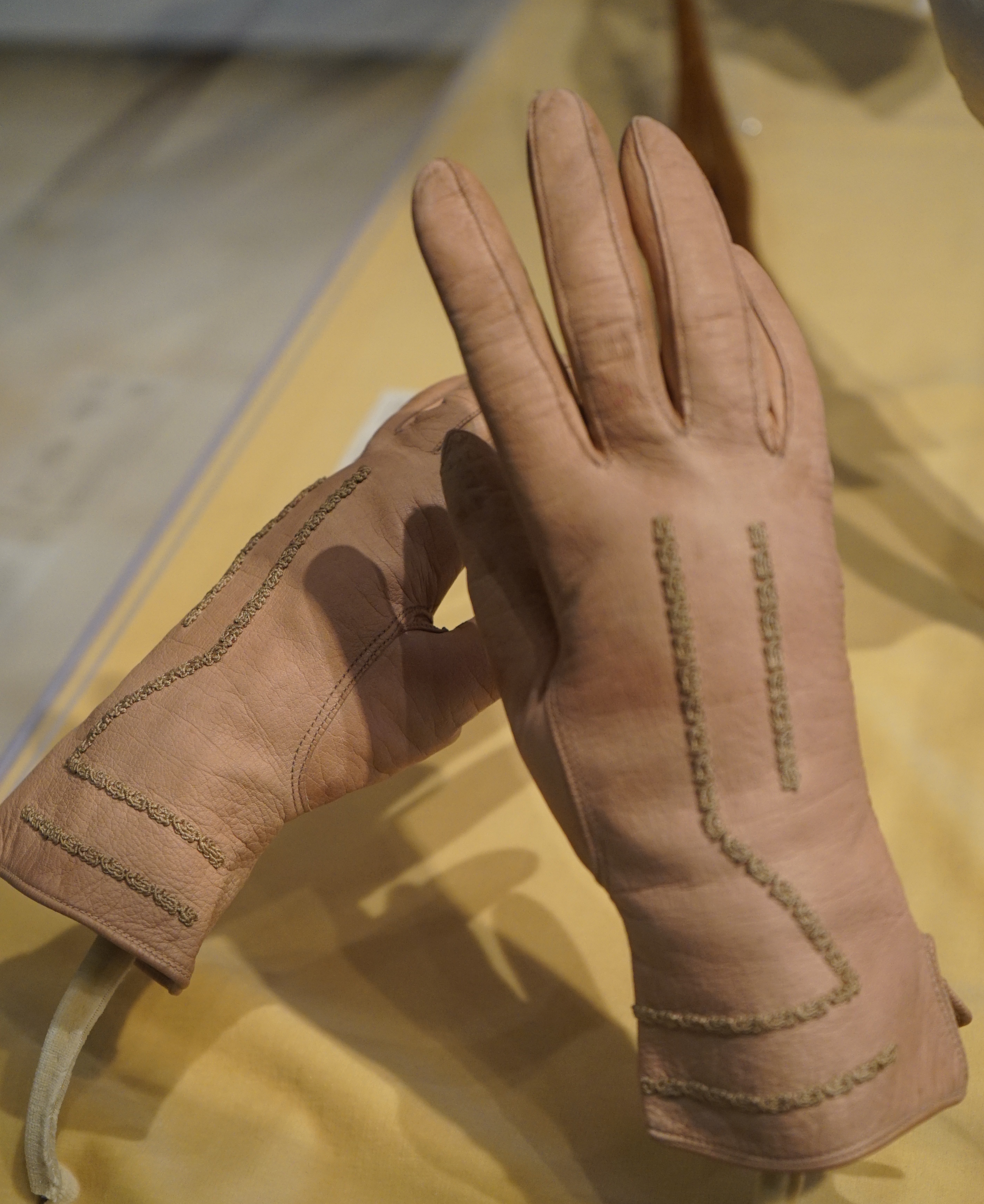
Guantes de cuero
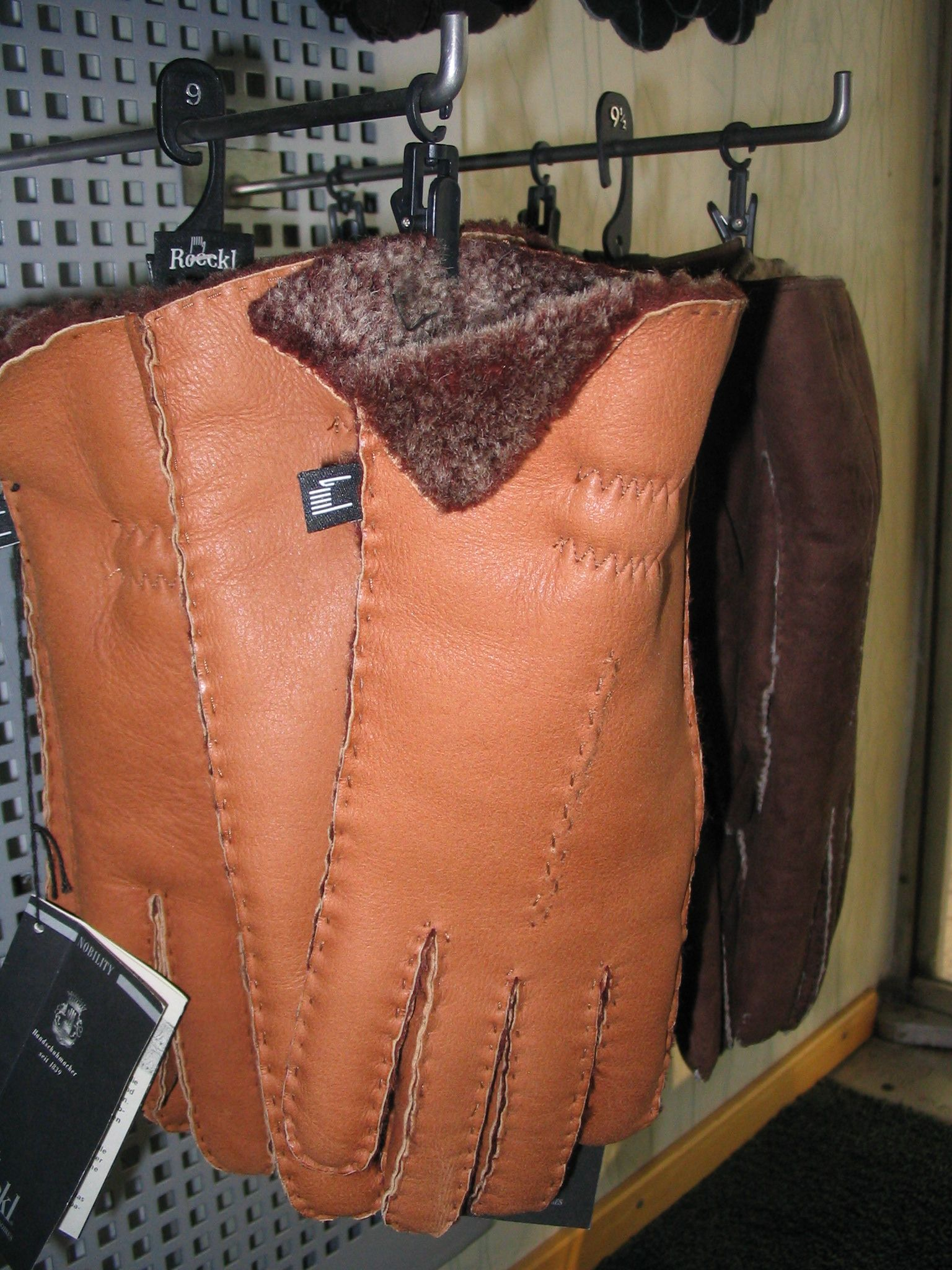
Guantes de piel de cordero
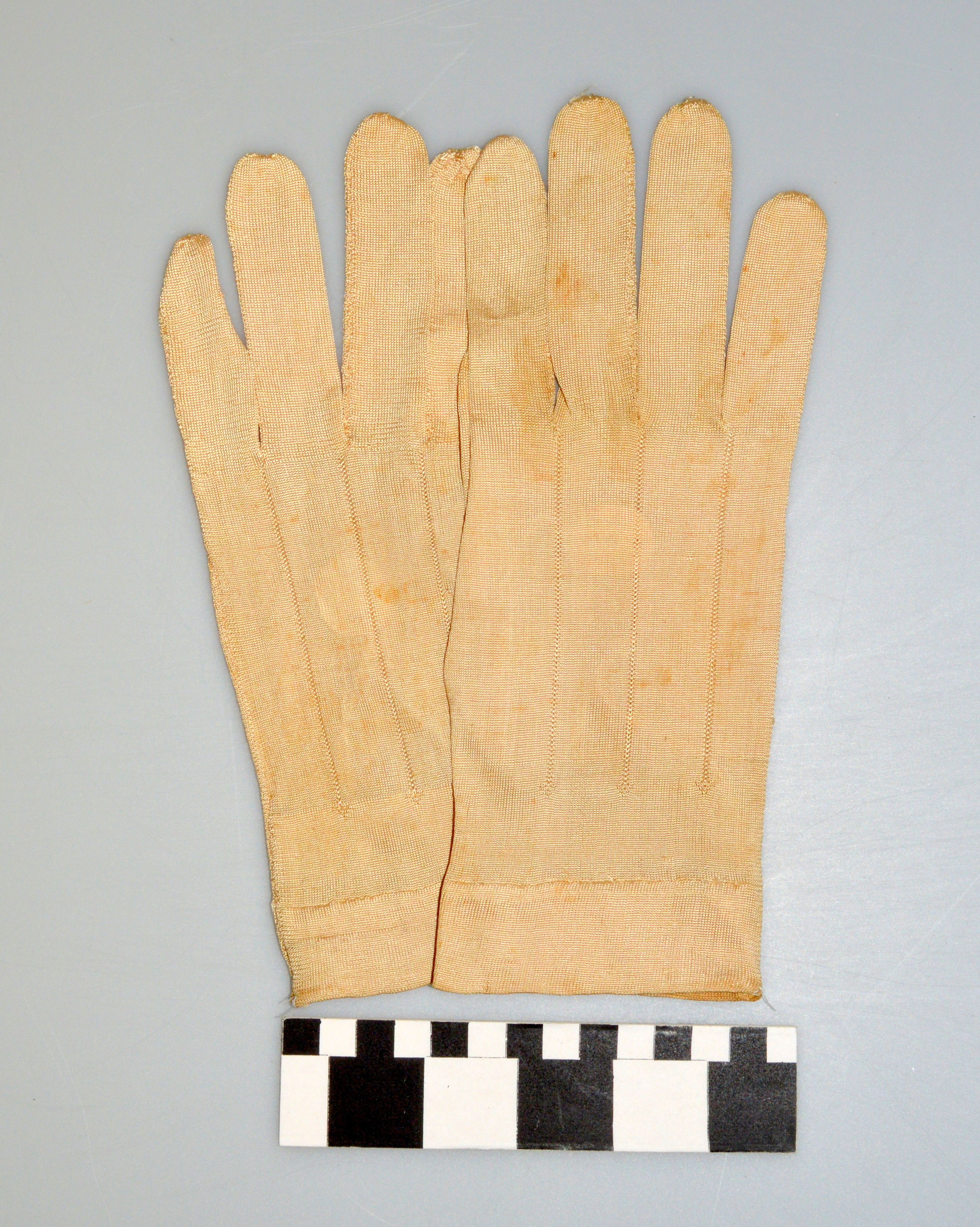
Guantes de seda
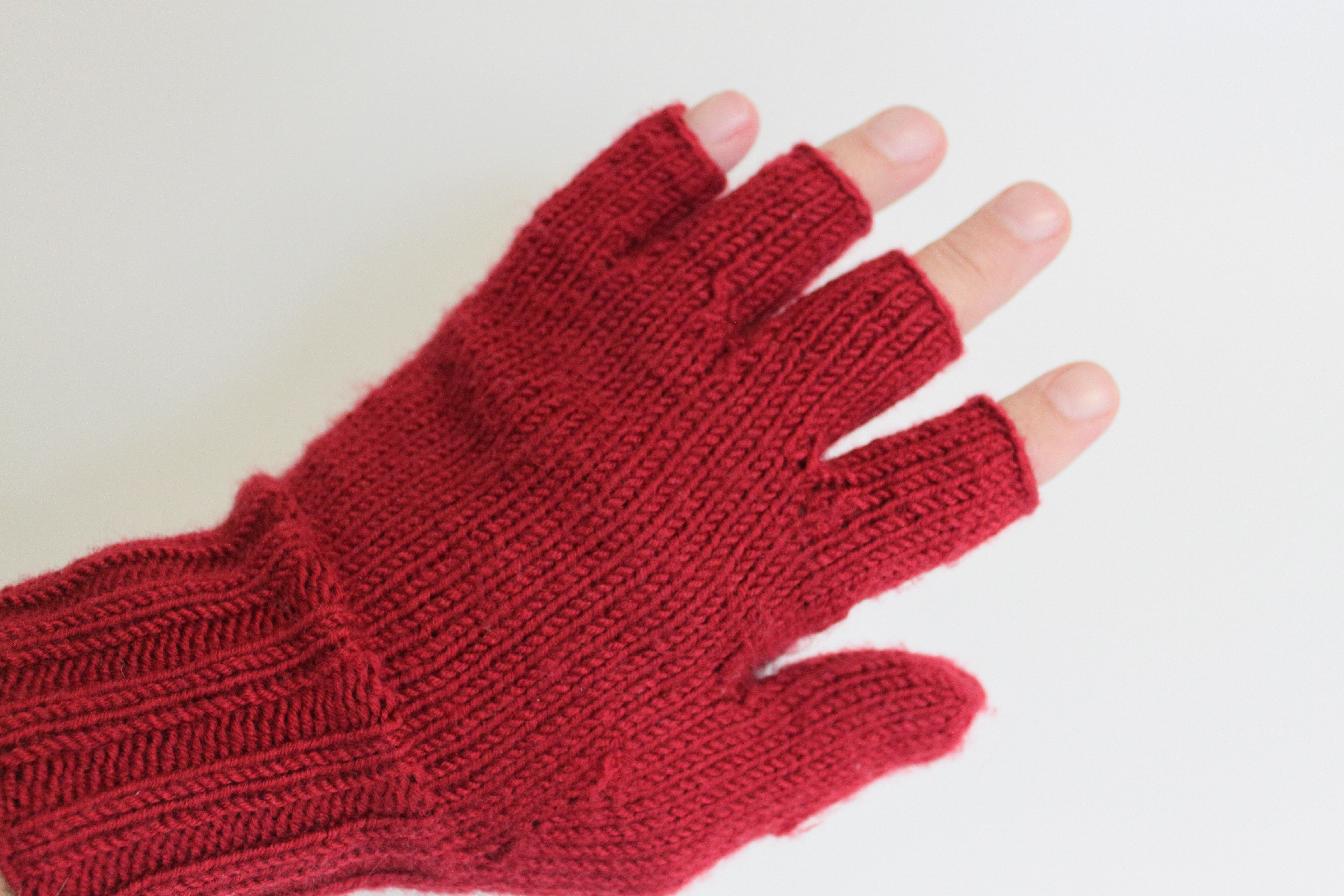
Mitón de lana
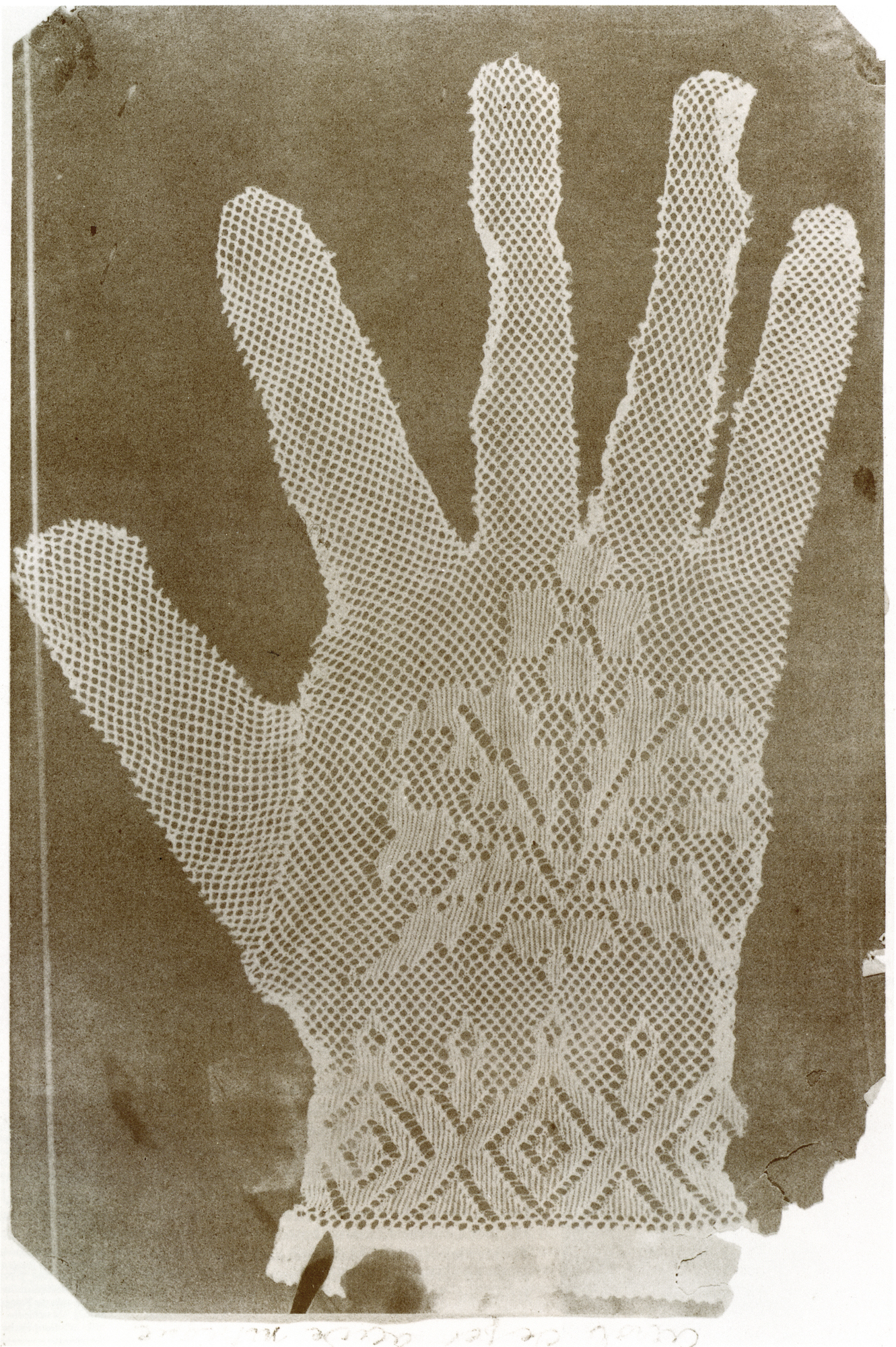
Guante de encaje

### Uso doméstico
Son guantes de látex utilizados en el hogar para lavar. son muy usados en la higiene de la cocina, en la lavandería para proteger las manos de los detergentes químicos y en el aseo del hogar para evitar contagios de bacterias u hongos presentes en baños, pisos, paredes, etc.

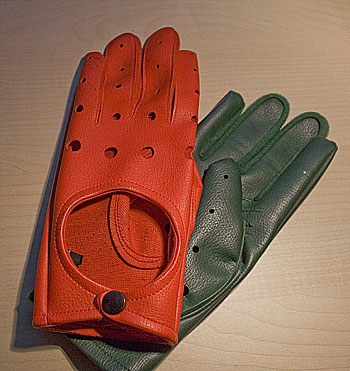
Guantes para conducir
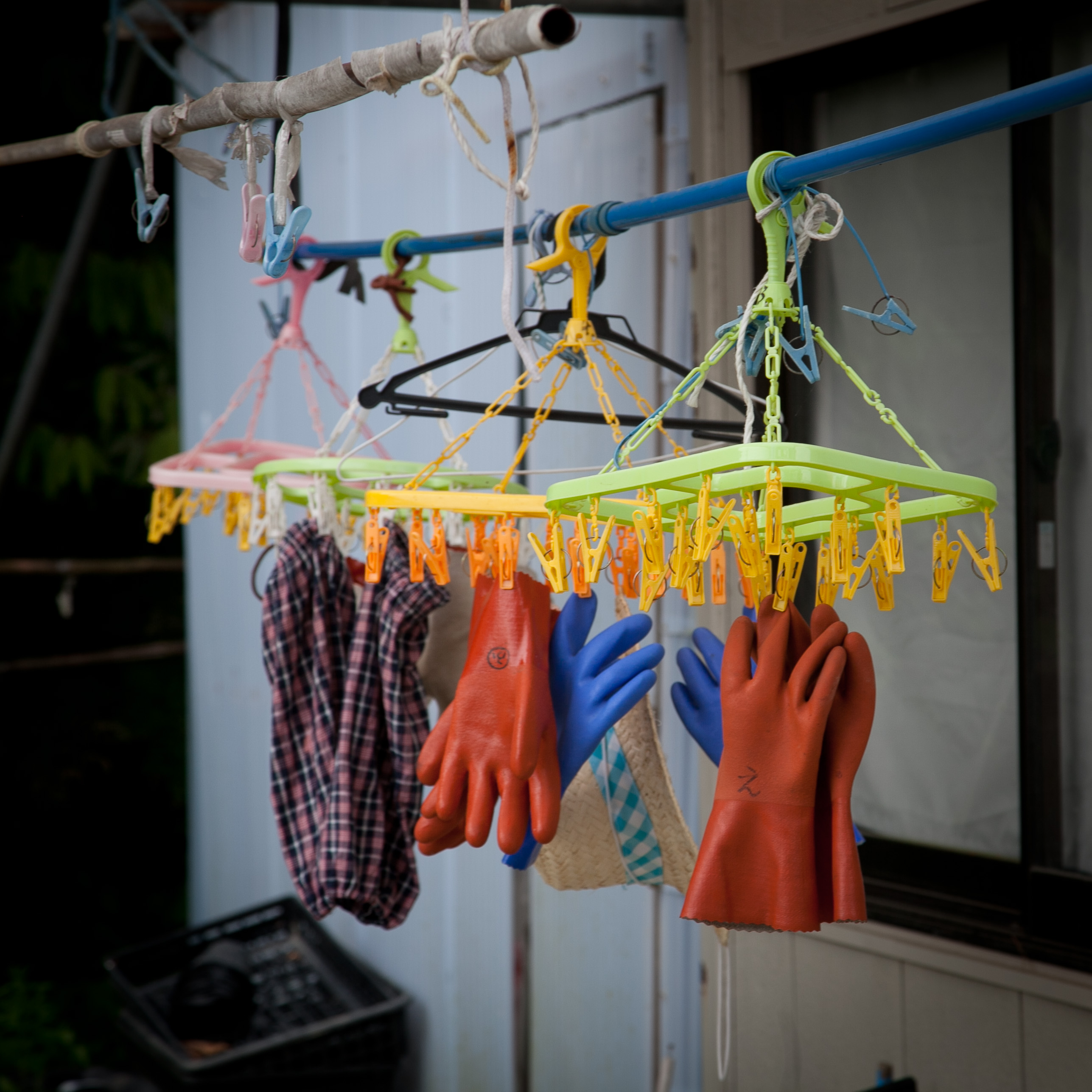
Guantes de fregar

### Uso litúrgico
Ver guantes pontificales.

## Guantes de cuero

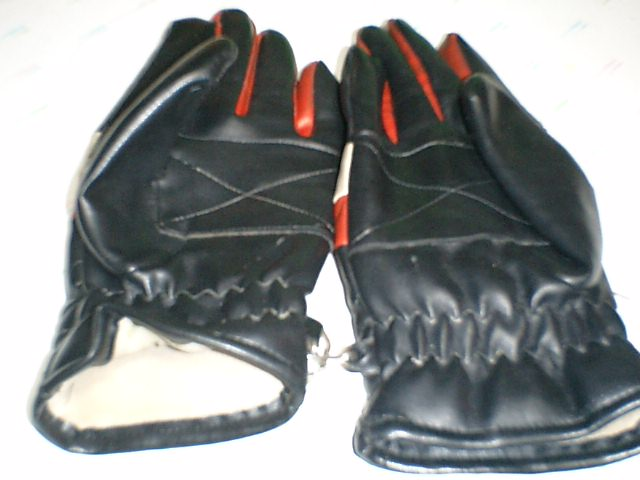
Guantes de cuero negro forrados con fourchettes de cuero rojo.

### Usos comunes
Los guantes de cuero han sido utilizados por el hombre desde hace miles de años. Las propiedades únicas del cuero permiten tanto un ajuste cómodo como un agarre útil para el usuario. El grano y los poros del cuero confieren a los guantes una capacidad única para ayudar al usuario a agarrar un objeto. Por muy suave que sea un guante de cuero, sus poros y su grano proporcionan un nivel de fricción cuando se "agarra" contra un objeto o una superficie.
Un uso común de los guantes de cuero son los eventos deportivos.  En béisbol, un guante de béisbol es un guante de cuero de gran tamaño con una banda que se utiliza para lanzar la pelota.  Los guantes de cuero también se utilizan en handball, ciclismo y fútbol americano.
Los primeros pilotos de Fórmula 1 utilizaban volantes tomados directamente de los coches de calle. Normalmente estaban hechos de madera, lo que hacía necesario el uso de guantes de conducción.
Los guantes de cuero protegen de los riesgos laborales.  Por ejemplo, los apicultores utilizan guantes de cuero para evitar las picaduras de abeja.  Los trabajadores de la construcción pueden utilizar guantes de cuero para mejorar el agarre y proteger sus manos. Los soldadores también utilizan guantes para protegerse de las descargas eléctricas, el calor extremo, los rayos ultravioleta y los rayos infrarrojos.
Se sabe que los delincuentes llevan guantes de cuero durante la comisión de delitos. Los delincuentes llevan guantes porque las propiedades táctiles del cuero permiten un buen agarre y destreza. Estas propiedades son el resultado del grano presente en la superficie del cuero. El grano hace que la superficie del cuero sea única para cada guante. Los investigadores pueden buscar las huellas de guantes dejadas por el cuero del mismo modo que buscan huellas dactilares.

### Guantes de vestir de cuero

#### Principales tipos de guantes de cuero
El cuero es un producto natural con características especiales que lo hacen cómodo de llevar y le confieren una gran resistencia y flexibilidad. Al tratarse de un producto natural, con variaciones propias y únicas, cada pieza tiene sus propias características individuales. A medida que se llevan y se usan, los guantes de cuero (especialmente si se ajustan bien) se amoldan a la mano del usuario. A medida que esto ocurre, la piel del guante se vuelve más maleable y, por tanto, más suave y flexible. Este proceso se conoce como "rodaje" del guante. Con el tiempo, pueden aparecer manchas de desgaste en ciertas partes de la palma y las puntas de los dedos, debido al uso constante de esas zonas del guante. Aparecerán pliegues y arrugas en la parte de la palma del guante de cuero y, por lo general, corresponderán a la ubicación de las articulaciones de bisagra de las manos del usuario, incluidas las articulaciones interfalángicas de la mano, las articulaciones metacarpofalángicas, las articulaciones intercarpianas y las muñecas.
Dado que el cuero es tan natural como delicado, el usuario debe tomar precauciones para no dañarlos. La manipulación constante de superficies húmedas o mojadas decolorará los guantes de colores más claros y endurecerá la piel de cualquier guante. A menudo, el usuario dañará o manchará sus guantes sin darse cuenta al realizar tareas como girar el pomo de una puerta mojada o limpiarse la nariz con la mano enguantada.
Los guantes de vestir de cuero que se usan muy ajustados y poseen muñecas muy cortas y elásticas, se conocen más a menudo como guantes de policía o guantes de aplicación de la ley debido a su prevalencia como guantes de servicio emitidos para muchas agencias de aplicación de la ley. Es un atuendo común en la subcultura del cuero y en las comunidades BDSM.
- El cuero de cordero se utiliza mucho para guantes de moda y para guantes informales y de campo. Es el material más usado para guantes hechos en Europa en el conocido como estilo francés.
- El cuero de vacuno se utiliza a menudo para guantes de bajo precio. Este cuero suele considerarse demasiado grueso y voluminoso para la mayoría de los estilos de guantes, sobre todo para los guantes de vestir más finos. Sin embargo, se utiliza para algunos estilos de guantes informales.
- El cuero de ciervo tiene la ventaja de ser muy resistente y elástica, pero tiene un aspecto más rugoso, con más vetas en la superficie, que la piel de oveja. Es muy resistente y pesa más.
- El cuero de cabra se utiliza ocasionalmente para los guantes. Es resistente pero más áspera que otras pieles y normalmente se utiliza para guantes más baratos.
- El cuero de oveja peluda procede de ovejas a las que les crece pelo, no lana. Es más fina y menos voluminosa que otras pieles.  Sus principales ventajas son la suavidad al tacto, la flexibilidad, la resistencia y el confort duradero. Es muy duradera y resulta especialmente adecuada para la fabricación de guantes de vestir.
- El cuero de pecarí es la más rara y lujosa del mundo para guantes.  El cuero de pecarí es muy suave, difícil de coser y resistente.[10]
- El cuero de oveja, también llamada shearling, se utiliza mucho para guantes informales y de campo. Es muy cálido en climas fríos, y como cuero revestido, todavía tiene lana adherida en el interior.
- El cordero Slink sólo se utiliza en los guantes de piel de cordero más caros. Algunas de las mejores pieles de cordero proceden de Nueva Zelanda.[11]

### Forros de guantes de cuero
- La cachemira es cálida, ligera de peso y muy cómoda de llevar. El hilo de cachemira procede del pelo de las cabras montesas, cuyo vellón les permite sobrevivir a las condiciones climáticas extremas a las que están expuestas.
- La seda es cálida en invierno y fresca en verano, y se utiliza tanto en guantes de hombre como de mujer, pero es más popular en los de mujer.
- La lana es conocida por su calidez y confort naturales, además de por su elasticidad natural.
- Otros forros, que incluyen mezclas de lana y acrílicos.

#### Componentes
Los componentes que pueden encontrarse en un guante de vestir de cuero son un par de trancos, un par de pulgares, cuatro fourchettes enteros, cuatro medios fourchettes, dos fuelles y seis quirks. Dependiendo del estilo del guante, también puede haber piezas enrollables, correas, rodillos, ojales, tachuelas, encajes y cúpulas. Por último, los forros constarán a su vez de tranks, pulgares y fourchettes.

#### Puntadas
Los tipos más populares de puntadas para coser guantes de cuero que se utilizan hoy en día son:
- Cosido a mano, que es el más popular en los guantes de hombre y en algunos estilos de mujer. El cosido a mano es un proceso que requiere mucho tiempo y habilidad.
- Costura interior, que se utiliza principalmente en guantes de mujer, pero ocasionalmente en guantes de vestir de hombre.

#### Algunos términos sobre guantes
- Button length es la medida en pulgadas que se utiliza para determinar la longitud/medida desde la base del pulgar del guante hasta el puño del guante.
- Las Fourchettes son los paneles interiores de los dedos de algunos modelos de guantes.
- Las perforaciones son pequeños agujeros practicados en el cuero. Suelen añadirse para mejorar la ventilación, el agarre o la estética, y pueden ser tan finas como el agujero de un alfiler.
- Los puntos son las tres, o a veces una, línea de costuras decorativas en el dorso del guante.
- Los Quirks sólo se encuentran en los guantes cosidos a mano más caros. Son pequeñas piezas de cuero en forma de rombo cosidas en la base de los dedos, donde se unen a la mano del guante para mejorar el ajuste.
- Una correa y rodillo se utiliza para ajustar el ajuste alrededor de la muñeca.
- Una Ventila es un corte en forma de V del guante, a veces en el dorso, pero más a menudo en la palma, para facilitar el ajuste del guante alrededor de la muñeca.

### Guantes para conducir
Los guantes para conducir están diseñados para sujetar el volante y transmitir al conductor la sensación de la carretera. Proporcionan un buen tacto y protegen las manos. Están diseñados para llevarlos ajustados y no interferir en los movimientos de la mano.  El mayor agarre permite un mayor control y una mayor seguridad a velocidad.